# Chowanoc
Els chowanoc o chowanoke, era una tribu d'amerindis dels Estats Units de llengua algonquina. Eren la tribu algonquina més gran i poderosa en l'actual Carolina del Nord, que ocupava la major part o la totalitat dels bancs costaners del riu Chowan a la part nord-est de l'estat en el moment dels primers contactes amb els anglesos en 1585/1586. Els seus pobles havien ocupat la seva principal ciutat durant 800 anys, i les primeres cultures indígenes a la zona han estat datades en 4500 aC.
La tribu es va extingir en gran part en el segle XVII; molts moriren probablement a causa de malalties infeccioses, incloent l'epidèmia de verola de 1696
Els descendents es van casar amb membres d'altres grups ètnics; alguns es van traslladar a Ohio i Indiana. Descendents coneguts serviren amb les United States Colored Troops durant la Guerra Civil dels Estats Units. Alguns supervivents es fusionaren amb el meherrin, altres amb els pee dee.

## Història
Els pobles algonquins de Carolina del Nord probablement van emigrar de les zones del nord, i van desenvolupar una cultura modificada per les condicions locals. Les nombroses tribus van ocupar aproximadament una àrea de 16.000 km² al nord-est de Carolina del Nord, des del riu Neuse a la badia de Chesapeake. Entre les tribus del territori hi havia els chowanoke, weapemeoc, poteskeet, moratoc, roanoke, secotan (secoughtan), pomuik, neusiok, croatan i, possiblement, els chesepiooc.
Segons l'explorador anglès del segle xvi Ralph Lane, els chowanoke (chowanoc, chawonoc) tenen 19 viles, i la capital era la vila de Chowanoke vora l'actual Harrellsville al comtat de Hertford. Eren la més nombrosa i més poderosa de les tribus algonquines de Carolina del Nord. Lane va descriure la vila com a prou gran per reunir 700-800 guerrers, el que significava que la seva població total era probablement de més de 2.100 individus. Un altre compte posterior de Harriot estima que tots els pobles podrien reunir 800 guerrers. El compte de Lane era bastant precís quant a la seva descripció del llogaret, la seva ubicació i les estructures, però les estimacions de la població pot haver estat precisa (que podria haver estat de 4.000 per a tots, i de Harriot, uns 2.100 en total).
Les excavacions arqueològiques al jaciment de Chowanoke en la dècada de 1980 va confirmar la seva ubicació segons l'informe de Lane. La ciutat havia estat ocupada pels éssers humans des de fa 800 anys, la datació basada en el carboni 14 va establir el 825 dC com a data més antiga de la cultura relacionada amb Chowanoke. La ciutat incloïa grans camps agrícoles, tenia una milla de llarg i va ser la llar de diversos centenars de chowanokes, possiblement uns 2.100. Contenia un recinte per al governant i la noblesa o residències de l'elit, edificis públics, temples i enterraments prop l'extrem nord del que els arqueòlegs anomenen Zona B. Això podrien haver estat les 30 cases comunals descrites per Harriot. S'ha trobat evidències d'altres residències en àrees de severa erosió a les vores de la península.
Altres parts del jaciment van mostrar estatge més antics: Arcaic Mitjà fase Morrow Mountain (ca. 3500-4500 aC); i novament en les fases Deep Creek (8000-300 aC) i Mount Pleasant del Període Silvícola (8000-300 BC). Això és típic d'altres jaciments d'habitatge indígena, en els quals grups diferents vivien en certes àrees i els van abandonar durant un temps, i altres grups van emigrar per ocupar la zona de nou.
És probable que les malalties infeccioses des del primer contacte amb els anglesoss, com ara xarampió i verola, causaren una alta mortalitat i debilitaren considerablement els chowanoke, com ho van fer amb altres pobles algonquins de la costa de Carolina. NIngú tenia immunitat natural a les malalties noves. Els veïns tuscarores de parla iroquesa, que havien habitat les zones de l'interior, van expulsar a la resta dels chowanoc del territori al llarg del riu.
En 1607 una expedició anglesa a l'àrea sota les ordres del capità John Smith de Jamestown va trobar que gairebé no quedava cap chowanoke al llarg del riu Chowan. S'havien reduït a un assentament a través del riu al Comtat de Gates en Bennett's Creek.
Algunes dècades després, en 1644 i 1675-1677, els chowanoke s'havien enfortit prou per lliurar dues guerres contra els colons anglesos. Van conèixer la derrota cada cop. Després d'aquestes guerres, els anglesos designaren l'assentament chowanoke a Bennett's Creek com la primera reserva índia als actuals Estats Units.
A causa de les usurpacions dels colons i les violacions dels tractats, el 1754 només dues famílies chowanoke, els Bennetts i els Robbinses, van romandre en l'assentament de Bennett's Creek. Els homes Bennett i Robbins serviren a la Guerra d'Independència dels Estats Units. El 1810, només la família Robbins es van quedar a l'assentament del Bennett's Creek. Semblaven estar assimilats en 1822, després d'haver-se dispersat i casar-se amb els seus nombrosos veïns blancs i negres.
Molts Robbinses emigraren als estats lliures d'Ohio i Indiana després de la rebel·lió de Nat Turner de 1831 Alguns dels Bennett es van traslladar més a l'oest al Comtat d'Anson (Carolina del Nord) amb famílies comerciants ameríndies. Els seus descendents s'hi poden trobar; alguns són membres d'una de les diversos tribus pee dee.
Un grup de Robbinses va romandre intacte. Es van mudar a Colerain al comtat de Bertie, riu avall del Chowan. Quatre membres d'aquesta gran família va servir en les United States Colored Troops (USCT) de l'Exèrcit de la Unió durant la Guerra Civil dels Estats Units.
Un dels quatre, Quinn DeLona Alanpia va ser posteriorment elegit com legislador estatal per al comtat de Bertie. Quinn també va ser inventor, mecànic, operador de serradora ii constructor i conductor de vaixells de vapor. Molts descendents de la família de Robbins van passar a ser membres de la tribu meherrin, amb seu a comtat de Hertford.

## Notables chowanocs
- Parker D. Robbins, elegit representant de l'estat pel comtat de Bertie durant l'era de la Reconstrucció.